# Irina Gierlic
Irina Jakowlewna Gierlic (ros. Ирина Яковлевна Герлиц; ur. 29 kwietnia 1966 w Aktogaju) – kazachska koszykarka, występująca na pozycji środkowej, reprezentantka ZSRR, mistrzyni olimpijska.

## Osiągnięcia
Na podstawie, o ile nie zaznaczono inaczej.

### Drużynowe
- Uczestniczka Pucharu Ronchetti (1997–1999, 2001/2002)

### Reprezentacja
Seniorska
- Mistrzyni:
  - olimpijska (1992)
  - Europy (1989)
- Wicemistrzyni:
  - świata (1986)
  - igrzysk dobrej woli (1986)
- Brązowa medalistka olimpijska (1988)
- Uczestniczka olimpijskiego turnieju kwalifikacyjnego (1988 – 1. miejsce, 1992)

Młodzieżowe
- Mistrzyni świata U–19 (1985)
- Wicemistrzyni Europy U–18 (1984)